# 가와우치역 (이와테현)
가와우치역(일본어: 川内駅)은 일본 이와테현 미야코시에 위치한 동일본 여객철도 야마다 선의 철도역이다. 단선 · 섬식의 형태를 합친 2면 3선 구조의 복합 승강장을 갖춘 지상역이다.

## 타는 곳
| 1 | ■ 야마다 선 | 하행       | 미야코 방면   |
| 2 | ■ 야마다 선 | 상행       | 모리오카 방면 |
| 3 | ■ 야마다 선 | 당 역 시발 | 당 역 시발    |

## 이용 현황
| 승차 인원 추이 | 승차 인원 추이 |
| 연도           | 1일 평균       |
| -------------- | -------------- |
| 2000           | 8              |
| 2001           | 8              |
| 2002           | 13             |
| 2003           | 14             |
| 2004           | 14             |
| 2005           | 9              |
| 2006           | 8              |
| 2007           | 6              |
| 2008           | 9              |
| 2009           | 8              |
| 2010           | 11             |
| 2011           | 7              |
| 2012           | 8              |
| 2013           | 9              |
| 2014           | 12             |
| 2015           | 13             |

## 역 주변
- 국도 제106호선
- 헤이 강
- 미야코 시청 가와우치 출장소

## 같이 보기
- 가와우치역 (미야기현)

| 동일본 여객철도 야마다 선 | 동일본 여객철도 야마다 선 | 동일본 여객철도 야마다 선 |
| ------------------------- | ------------------------- | ------------------------- |
| 마쓰쿠사 모리오카 방면    | ■ 야마다 선               | 하코이시 가마이시 방면    |